# Pasvikdalen

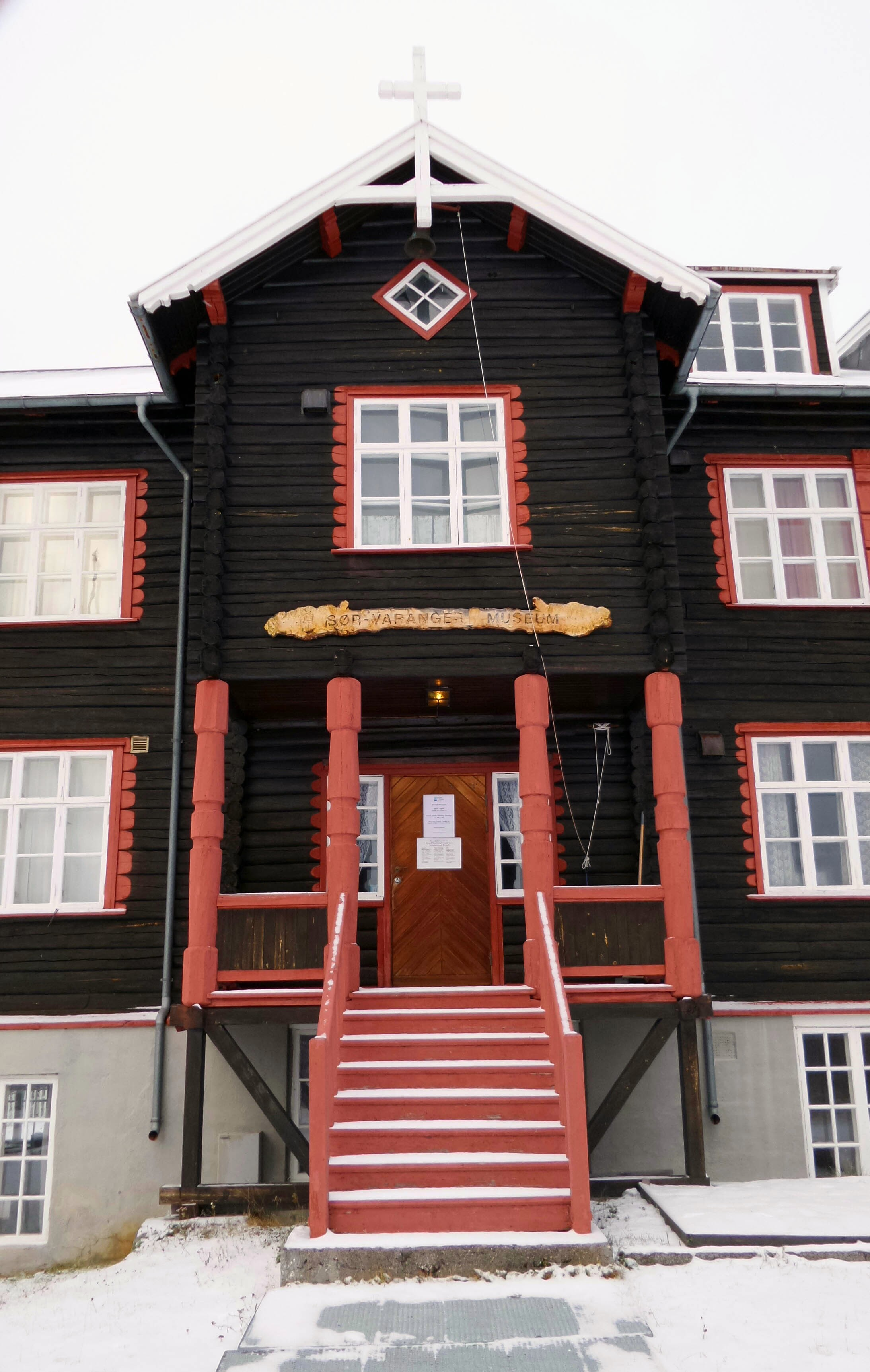
Strand skoleinternat

Pasvikdalen (ryska: Долина реки Паз) är gränsfloden Pasviksälvens dalgång, i Norge i Sør-Varangers kommun i Finnmark, i Ryssland i Petjenga i Murmansk oblast. 
Pasvikdalen går söderut in i Ryssland vid Rajakoski kraftverk i Jäniskoski-Niskakoskiområdet och slutar i Enare träsk i Finland.
I Pasvikdalen registrerades den 17 juli 1957 den högsta uppmätta nattemperaturen i Norge. Temperaturen sjönk den natten inte under 25,7 grader.

## Historik
Arkeologiska fynd visar att människor har levt i delar av Pasvikdalen åtminstone sedan äldre stenålder (10 000 – 4 500 före Kristus) och sedan yngre stenålder (4 500 – 1 800 före Kristus) längs hela dalen. Från 1500-talet finns berättelser i skrift om samiska bosättningar. I Enareområdet levde enaresamer som fiskade i inlandet året runt, medan östsamerna fiskade vid ishavskusten vår och sommar. Under 1700-talet började en invandring, som fortsatte under 1800-talet av folk som livnärde sig på tamrenskötsel, jordbruk och skogsbruk. Mot slutet av 1800-talet dominerade finnar antalsmässigt.
Övre Pasvik var före första världskriget glesbefolkat på den norsk sidan, medan många finländska familjer slagit sig ned från slutet av 1800-talet på den ryska sidan av älven. De finländska nybyggarna jagade fågel och samlade ägg också på norsk sida, varför norska staten 1903 anställde två skogvaktare i nyuppförda skogvaktarboställen vid  Vaggatemvannet, som då låg flera tiotals kilometer från närmaste norska invånare.  
Under 1920-talet, och framför allt 1930-talet, skedde ansträngningar på den norska sidan att kolonisera dalen och utvidga jordbruket, som en del av en politisk önskan av att markera norsk överhöghet i området. För att främja turism uppfördes bland annat 1935  i närheten av Svanvik ett utsiktstorn av trä på områdets högsta punkt, 96 meter över havet, 96-höyden 69°26′56.07″N 29°55′30.73″Ö / 69.4489083°N 29.9252028°Ö, med en restaurang i tornet. Tornet brann ned 1944, och ett nytt trätorn byggdes 1955, denna gång som ett vakt- och observationstorn för gränsförsvaret. Det är numera utsiktstorn igen, och har ett kafé.

## Skolter

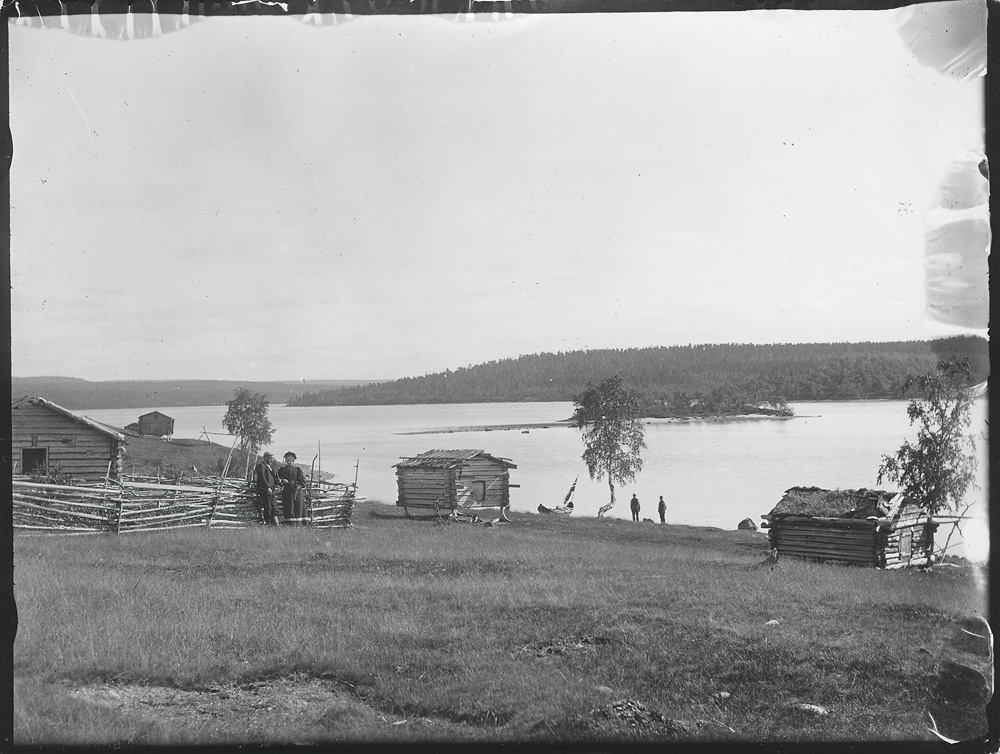
Skoltsameboställe vid sjön Vaggatem. Foto: Ellisif Wessel

Skolterna är urbefolkning i Pasvikdalen. En av skolternas samebyar var Pasviksiidan som levde framför allt på fiske i Pasvikälven och sommartid i fjordarna i älvens mynning i Norra ishavet. Deras sommarviste och senare – efter kristnandet på 1500-talet – religiösa centrum låg i nuvarande Borisoglebsk. Efter 1826 gränsavtal fastställdes en nationsgräns i det tidigare gemensamma arktiska området. Då delades Pasviksamebyns territorium mellan Norge och Ryssland. Skolterna valde då att bli ryska medborgare, och senare under 1800-talet fråntog den norska staten också deras fiskerätt på den norska sidan. Under perioden 1920–1944 låg den östra delen av Pasvikdelen i det finländska Petsamo, och då ryssarna i samband med fortsättningskriget evakuerades skolterna i Petsamoområdet. Så småningom hamnade skolterna från Pasviksiidan i Keväjärvi i Enare kommun.

## Bildgalleri

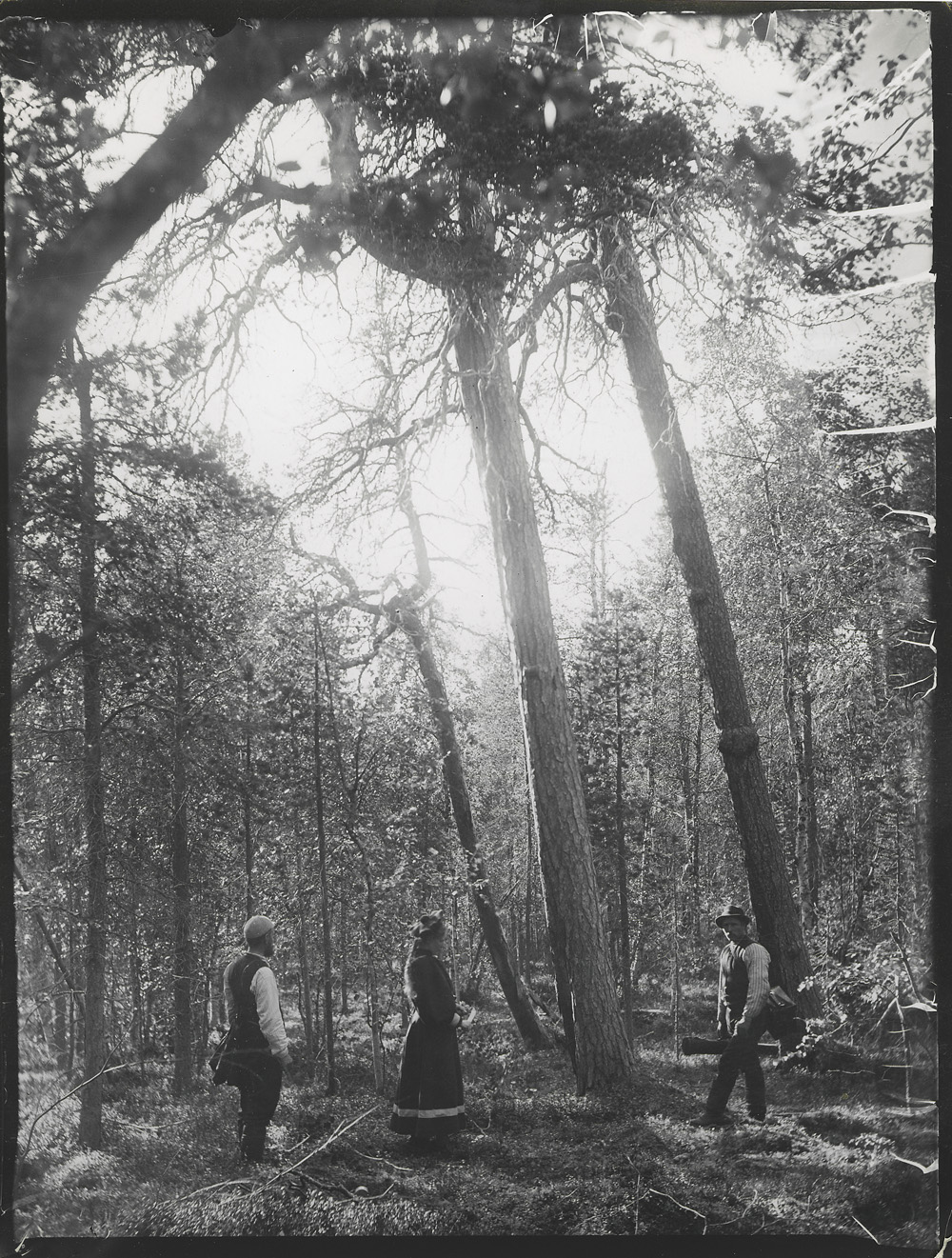
Tallskog i Pasvikdalen. Foto: Ellisif Wessel
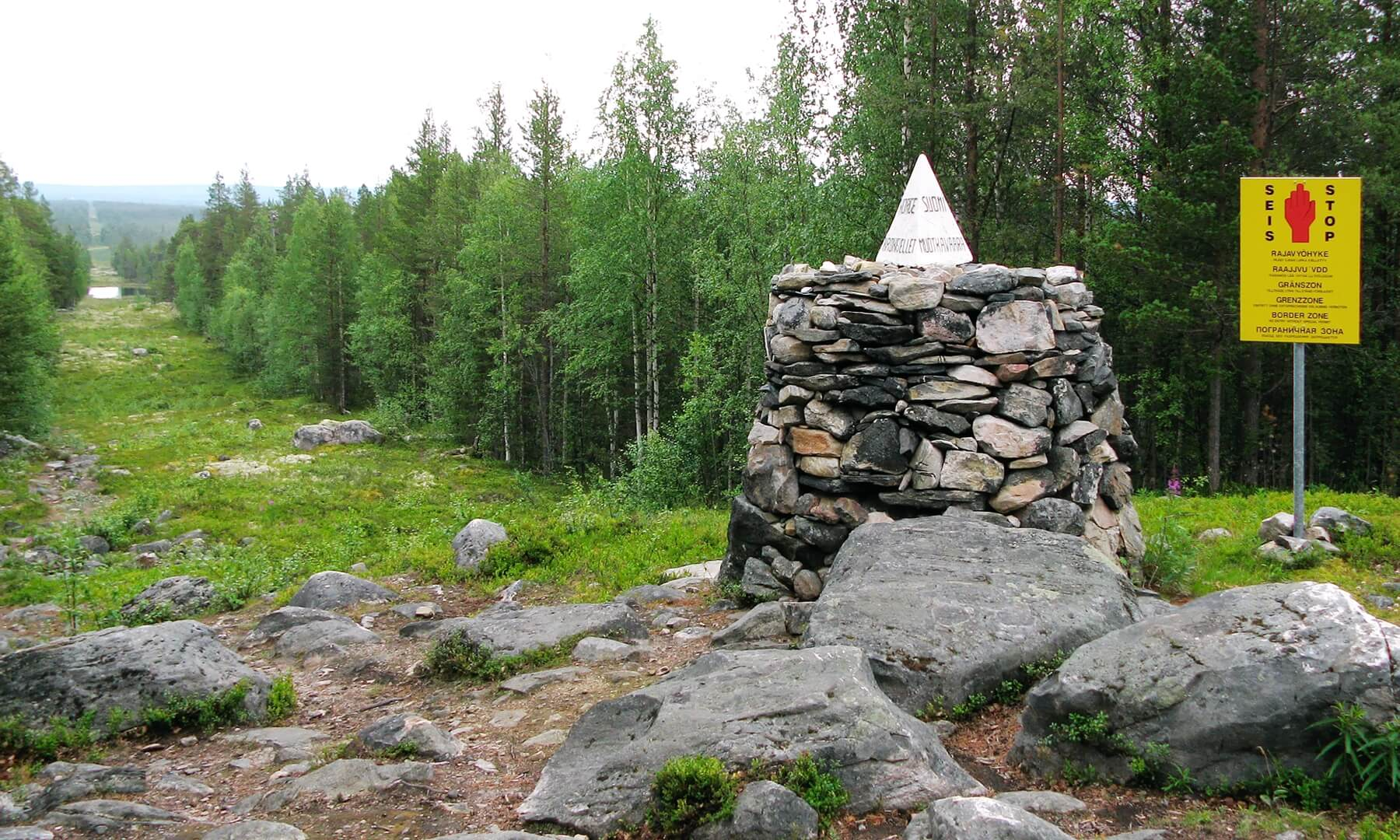
Treriksröset
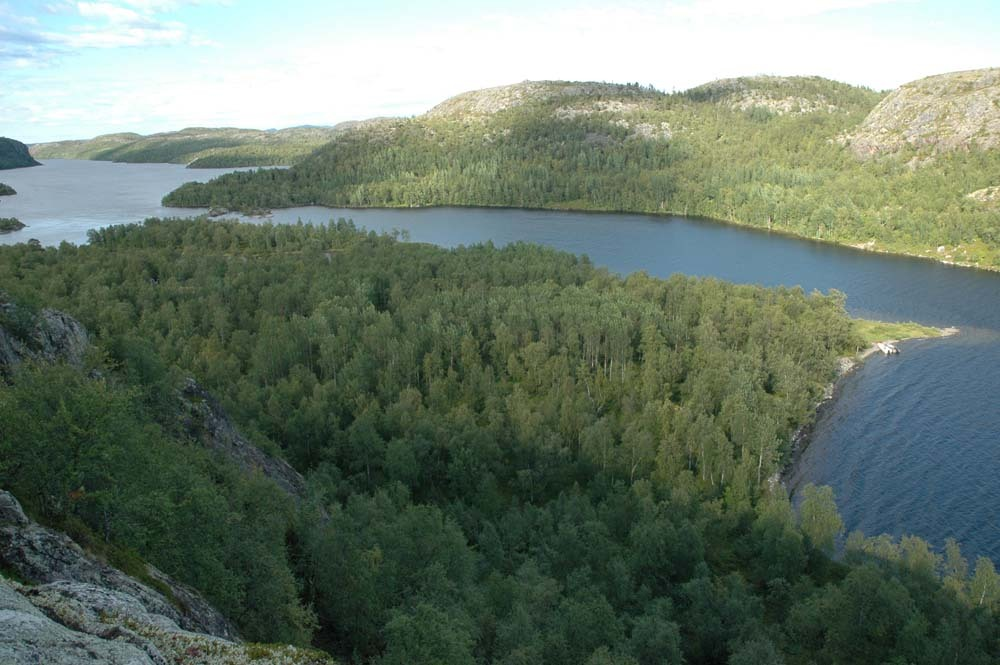
Harefossen i Pasvikälven
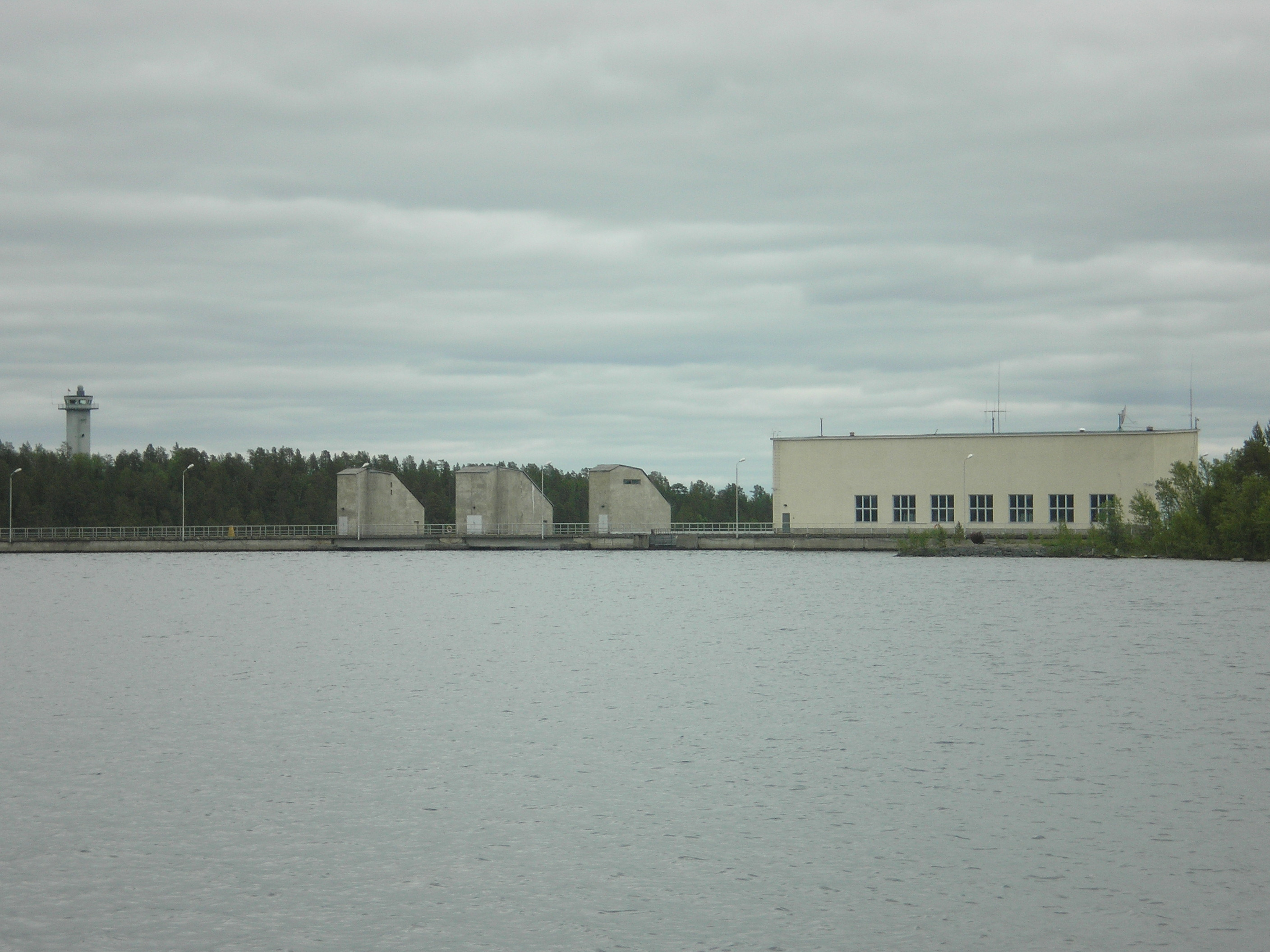
Rajakoski kraftverk i Ryssland
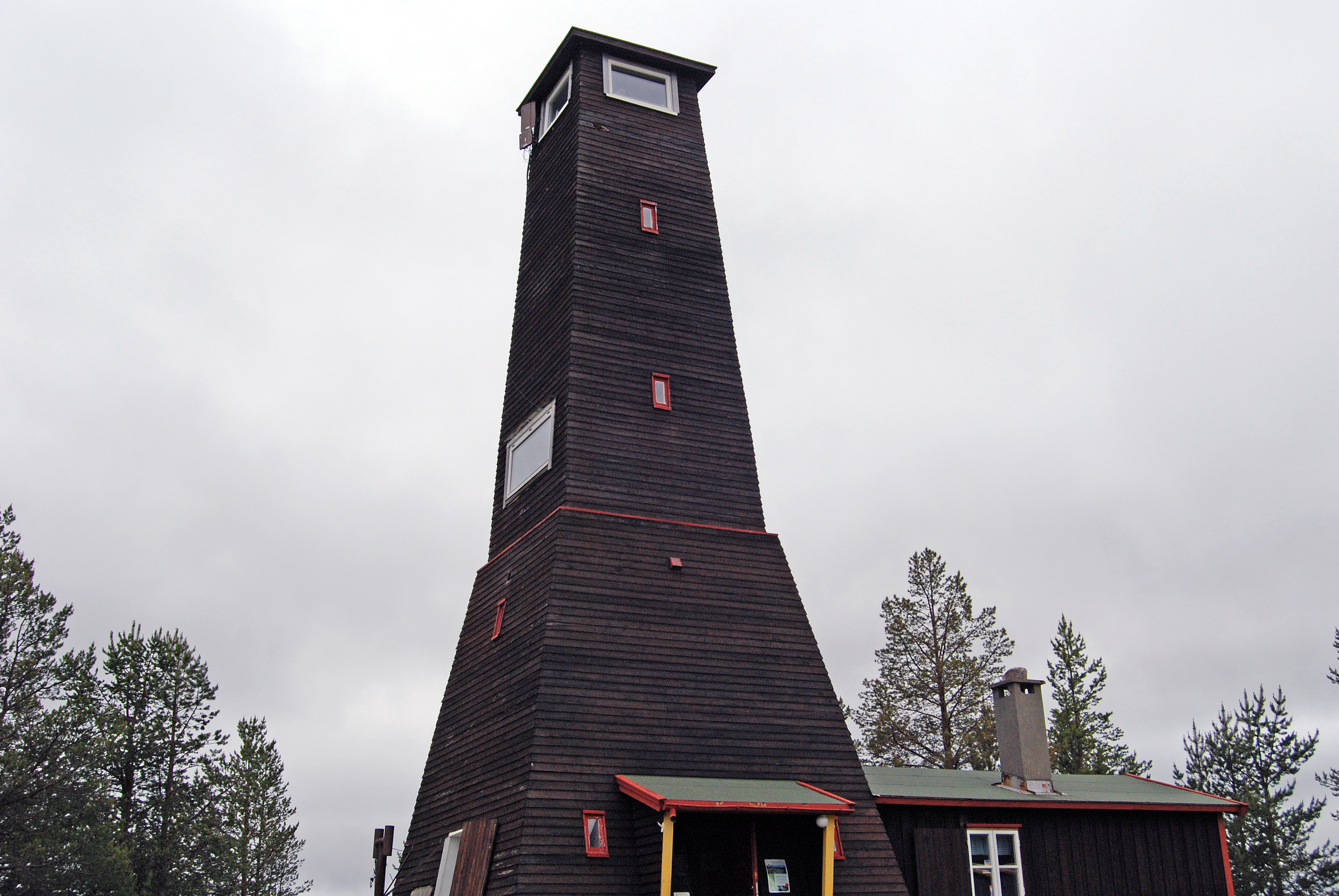
Utsiktstornet i Pasvikdalen
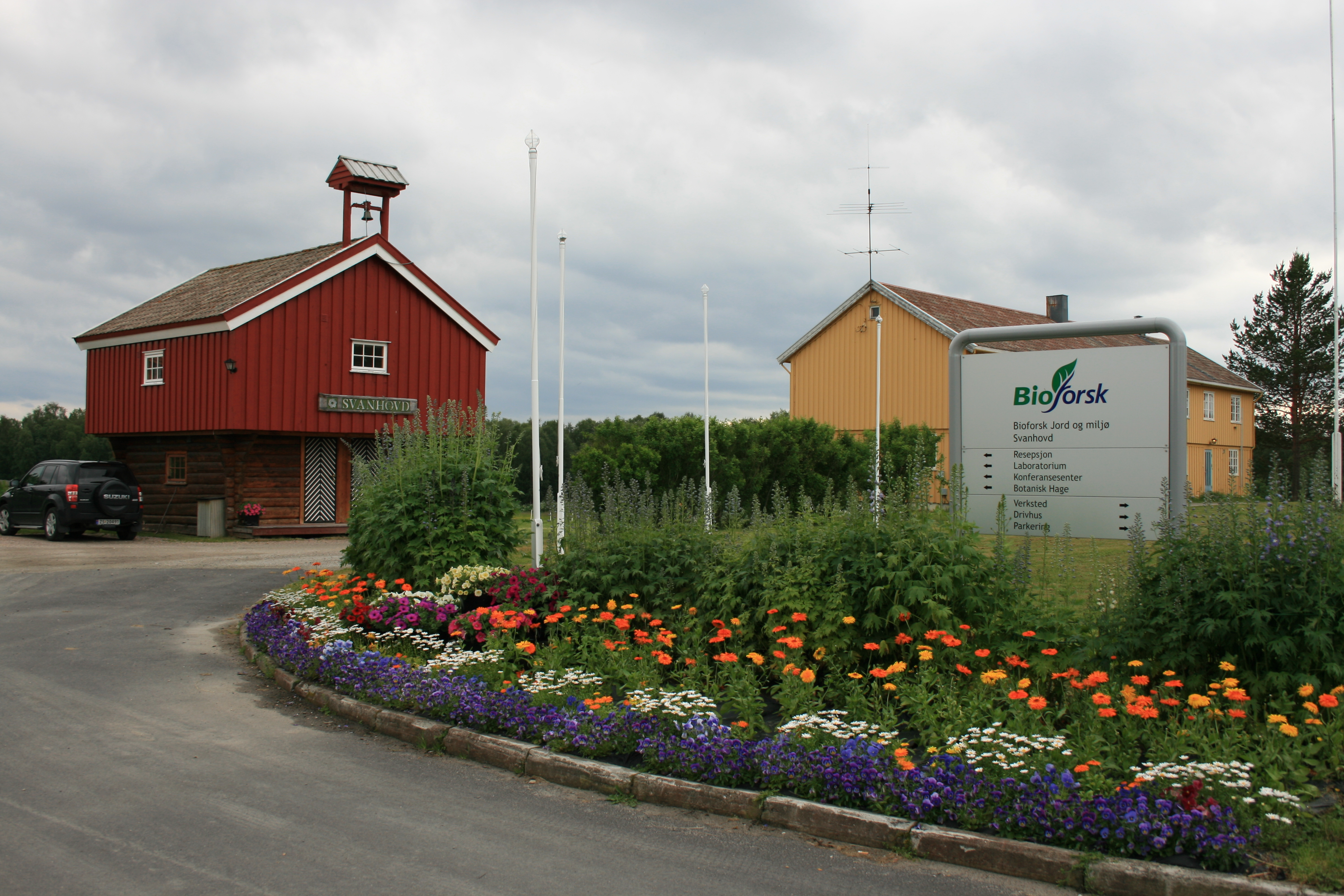
Svanhovd miljøsenter